# Ρ

Ro en una letra capital del Etymologicum Magnum (1499).

Ro (según la RAE desde 2001) o rho (en mayúscula Ρ, en minúscula ρ [cursiva ϱ]; llamada en griego antiguo ῥῶ rhô /r̥ɔ̂ː/, en griego moderno ρο/ρω ro/rô /ro/) es la decimoséptima letra del alfabeto griego. En griego antiguo, la ro al principio de palabra se escribía con espíritu áspero (un símbolo que normalmente se reservaba para vocales y que representaba una aspiración) que en caso de la ro representaba, probablemente, una pronunciación de vibrante múltiple (como en castellano). Lo mismo atestigua que, al igual que en español, en griego se escribe con ro doble aquellas palabras compuestas cuyo segundo elemento empieza con esta letra. Por ejemplo: πολύρριζος [po'lyrridzos] "polirrizo" ("de varias raíces").
En el sistema de numeración griega tiene un valor de 100 (Ρʹ).

## Historia

### Variantes epigráficas
En las fuentes epigráficas arcaicas aparecen las siguientes variantes:

## Uso
En el sistema de numeración griega tiene un valor de 100 (ρʹ).
La letra minúscula ρ es usada para simbolizar:
- En matemáticas, el radio en sistema de coordenadas polares.
- En mecánica de medios continuos, la densidad de un material.
- En electricidad, la resistividad de un material.
- En estadística, el coeficiente de correlación entre dos variables, el cual se define como la covarianza de las variables dividida entre el producto de las correspondientes desviaciones estándares.
- En economía, el factor de descuento asociado a una utilidad o la prima a pagar por aversión al riesgo.

## Unicode
- Griego[6]

| Carácter      | Ρ                        | Ρ                        | ρ                      | ρ                      | Ῥ                                   | Ῥ                                   | ῥ                                 | ῥ                                 | ῤ                                 | ῤ                                 |
| ------------- | ------------------------ | ------------------------ | ---------------------- | ---------------------- | ----------------------------------- | ----------------------------------- | --------------------------------- | --------------------------------- | --------------------------------- | --------------------------------- |
| Unicode       | GREEK CAPITAL LETTER RHO | GREEK CAPITAL LETTER RHO | GREEK SMALL LETTER RHO | GREEK SMALL LETTER RHO | GREEK CAPITAL LETTER RHO WITH DASIA | GREEK CAPITAL LETTER RHO WITH DASIA | GREEK SMALL LETTER RHO WITH DASIA | GREEK SMALL LETTER RHO WITH DASIA | GREEK SMALL LETTER RHO WITH PSILI | GREEK SMALL LETTER RHO WITH PSILI |
| Codificación  | decimal                  | hex                      | decimal                | hex                    | decimal                             | hex                                 | decimal                           | hex                               | decimal                           | hex                               |
| Unicode       | 929                      | U+03A1                   | 961                    | U+03C1                 | 8172                                | U+1FEC                              | 8165                              | U+1FE5                            | 8164                              | U+1FE4                            |
| UTF-8         | 206 161                  | CE A1                    | 207 129                | CF 81                  | 225 191 172                         | E1 BF AC                            | 225 191 165                       | E1 BF A5                          | 225 191 164                       | E1 BF A4                          |
| Ref. numérica | &#929;                   | &#x3A1;                  | &#961;                 | &#x3C1;                | &#8172;                             | &#x1FEC;                            | &#8165;                           | &#x1FE5;                          | &#8164;                           | &#x1FE4;                          |
| Ref. entidad  | &Rho;                    | &Rho;                    | &rho;                  | &rho;                  |                                     |                                     |                                   |                                   |                                   |                                   |
| DOS Greek     | 144                      | 90                       | 168                    | A8                     |                                     |                                     |                                   |                                   |                                   |                                   |
| DOS Greek-2   | 199                      | C7                       | 235                    | EB                     |                                     |                                     |                                   |                                   |                                   |                                   |
| Windows 1253  | 209                      | D1                       | 241                    | F1                     |                                     |                                     |                                   |                                   |                                   |                                   |
| TeX           |                          |                          | \rho                   | \rho                   |                                     |                                     |                                   |                                   |                                   |                                   |

- Símbolo

| Carácter      | ϱ                | ϱ                | ϼ                            | ϼ                            | ᴩ                              | ᴩ                              | ᵨ                                | ᵨ                                | ☧           | ☧        |
| ------------- | ---------------- | ---------------- | ---------------------------- | ---------------------------- | ------------------------------ | ------------------------------ | -------------------------------- | -------------------------------- | ----------- | -------- |
| Unicode       | GREEK RHO SYMBOL | GREEK RHO SYMBOL | GREEK RHO WITH STROKE SYMBOL | GREEK RHO WITH STROKE SYMBOL | GREEK LETTER SMALL CAPITAL RHO | GREEK LETTER SMALL CAPITAL RHO | GREEK SUBSCRIPT SMALL LETTER RHO | GREEK SUBSCRIPT SMALL LETTER RHO | CHI RHO     | CHI RHO  |
| Codificación  | decimal          | hex              | decimal                      | hex                          | decimal                        | hex                            | decimal                          | hex                              | decimal     | hex      |
| Unicode       | 1009             | U+03F1           | 1020                         | U+03FC                       | 7465                           | U+1D29                         | 7528                             | U+1D68                           | 9767        | U+2627   |
| UTF-8         | 207 177          | CF B1            | 207 188                      | CF BC                        | 225 180 169                    | E1 B4 A9                       | 225 181 168                      | E1 B5 A8                         | 226 152 167 | E2 98 A7 |
| Ref. numérica | &#1009;          | &#x3F1;          | &#1020;                      | &#x3FC;                      | &#7465;                        | &#x1D29;                       | &#7528;                          | &#x1D68;                         | &#9767;     | &#x2627; |
| TeX           | \varrho          | \varrho          |                              |                              |                                |                                |                                  |                                  |             |          |

- Copto

| Carácter      | Ⲣ                        | Ⲣ                        | ⲣ                      | ⲣ                      | ⳩                     | ⳩                     |
| ------------- | ------------------------ | ------------------------ | ---------------------- | ---------------------- | --------------------- | --------------------- |
| Unicode       | COPTIC CAPITAL LETTER RO | COPTIC CAPITAL LETTER RO | COPTIC SMALL LETTER RO | COPTIC SMALL LETTER RO | COPTIC SYMBOL CHI RHO | COPTIC SYMBOL CHI RHO |
| Codificación  | decimal                  | hex                      | decimal                | hex                    | decimal               | hex                   |
| Unicode       | 11426                    | U+2CA2                   | 11427                  | U+2CA3                 | 11497                 | U+2CE9                |
| UTF-8         | 226 178 162              | E2 B2 A2                 | 226 178 163            | E2 B2 A3               | 226 179 169           | E2 B3 A9              |
| Ref. numérica | &#11426;                 | &#x2CA2;                 | &#11427;               | &#x2CA3;               | &#11497;              | &#x2CE9;              |

- Matemáticas

| Carácter      | ⍴                             | ⍴                             | 𝚸                           | 𝚸                           | 𝛒                            | 𝛒                            | 𝛠                               | 𝛠                               | 𝛲                             | 𝛲                             |
| ------------- | ----------------------------- | ----------------------------- | --------------------------- | --------------------------- | ---------------------------- | ---------------------------- | ------------------------------- | ------------------------------- | ----------------------------- | ----------------------------- |
| Unicode       | MATHEMATICAL BOLD CAPITAL RHO | MATHEMATICAL BOLD CAPITAL RHO | MATHEMATICAL BOLD SMALL RHO | MATHEMATICAL BOLD SMALL RHO | MATHEMATICAL BOLD RHO SYMBOL | MATHEMATICAL BOLD RHO SYMBOL | MATHEMATICAL ITALIC CAPITAL RHO | MATHEMATICAL ITALIC CAPITAL RHO | MATHEMATICAL ITALIC SMALL RHO | MATHEMATICAL ITALIC SMALL RHO |
| Codificación  | decimal                       | hex                           | decimal                     | hex                         | decimal                      | hex                          | decimal                         | hex                             | decimal                       | hex                           |
| Unicode       | 9076                          | U+2374                        | 120504                      | U+1D6B8                     | 120530                       | U+1D6D2                      | 120544                          | U+1D6E0                         | 120562                        | U+1D6F2                       |
| UTF-8         | 226 141 180                   | E2 8D B4                      | 240 157 154 184             | F0 9D 9A B8                 | 240 157 155 146              | F0 9D 9B 92                  | 240 157 155 160                 | F0 9D 9B A0                     | 240 157 155 178               | F0 9D 9B B2                   |
| Ref. numérica | &#9076;                       | &#x2374;                      | &#120504;                   | &#x1D6B8;                   | &#120530;                    | &#x1D6D2;                    | &#120544;                       | &#x1D6E0;                       | &#120562;                     | &#x1D6F2;                     |

| Carácter      | 𝜚                              | 𝜚                              | 𝜬                                    | 𝜬                                    | 𝝆                                  | 𝝆                                  | 𝝔                                   | 𝝔                                   | 𝝦                                        | 𝝦                                        |
| ------------- | ------------------------------ | ------------------------------ | ------------------------------------ | ------------------------------------ | ---------------------------------- | ---------------------------------- | ----------------------------------- | ----------------------------------- | ---------------------------------------- | ---------------------------------------- |
| Unicode       | MATHEMATICAL ITALIC RHO SYMBOL | MATHEMATICAL ITALIC RHO SYMBOL | MATHEMATICAL BOLD ITALIC CAPITAL RHO | MATHEMATICAL BOLD ITALIC CAPITAL RHO | MATHEMATICAL BOLD ITALIC SMALL RHO | MATHEMATICAL BOLD ITALIC SMALL RHO | MATHEMATICAL BOLD ITALIC RHO SYMBOL | MATHEMATICAL BOLD ITALIC RHO SYMBOL | MATHEMATICAL SANS-SERIF BOLD CAPITAL RHO | MATHEMATICAL SANS-SERIF BOLD CAPITAL RHO |
| Codificación  | decimal                        | hex                            | decimal                              | hex                                  | decimal                            | hex                                | decimal                             | hex                                 | decimal                                  | hex                                      |
| Unicode       | 120602                         | U+1D71A                        | 120620                               | U+1D72C                              | 120646                             | U+1D746                            | 120660                              | U+1D754                             | 120678                                   | U+1D766                                  |
| UTF-8         | 240 157 156 154                | F0 9D 9C 9A                    | 240 157 156 172                      | F0 9D 9C AC                          | 240 157 157 134                    | F0 9D 9D 86                        | 240 157 157 148                     | F0 9D 9D 94                         | 240 157 157 166                          | F0 9D 9D A6                              |
| Ref. numérica | &#120602;                      | &#x1D71A;                      | &#120620;                            | &#x1D72C;                            | &#120646;                          | &#x1D746;                          | &#120660;                           | &#x1D754;                           | &#120678;                                | &#x1D766;                                |

| Carácter      | 𝞀                                      | 𝞀                                      | 𝞎                                       | 𝞎                                       | 𝞠                                               | 𝞠                                               | 𝞺                                             | 𝞺                                             | 𝟈                                              | 𝟈                                              |
| ------------- | -------------------------------------- | -------------------------------------- | --------------------------------------- | --------------------------------------- | ----------------------------------------------- | ----------------------------------------------- | --------------------------------------------- | --------------------------------------------- | ---------------------------------------------- | ---------------------------------------------- |
| Unicode       | MATHEMATICAL SANS-SERIF BOLD SMALL RHO | MATHEMATICAL SANS-SERIF BOLD SMALL RHO | MATHEMATICAL SANS-SERIF BOLD RHO SYMBOL | MATHEMATICAL SANS-SERIF BOLD RHO SYMBOL | MATHEMATICAL SANS-SERIF BOLD ITALIC CAPITAL RHO | MATHEMATICAL SANS-SERIF BOLD ITALIC CAPITAL RHO | MATHEMATICAL SANS-SERIF BOLD ITALIC SMALL RHO | MATHEMATICAL SANS-SERIF BOLD ITALIC SMALL RHO | MATHEMATICAL SANS-SERIF BOLD ITALIC RHO SYMBOL | MATHEMATICAL SANS-SERIF BOLD ITALIC RHO SYMBOL |
| Codificación  | decimal                                | hex                                    | decimal                                 | hex                                     | decimal                                         | hex                                             | decimal                                       | hex                                           | decimal                                        | hex                                            |
| Unicode       | 120704                                 | U+1D780                                | 120718                                  | U+1D78E                                 | 120736                                          | U+1D7A0                                         | 120762                                        | U+1D7BA                                       | 120776                                         | U+1D7C8                                        |
| UTF-8         | 240 157 158 128                        | F0 9D 9E 80                            | 240 157 158 142                         | F0 9D 9E 8E                             | 240 157 158 160                                 | F0 9D 9E A0                                     | 240 157 158 186                               | F0 9D 9E BA                                   | 240 157 159 136                                | F0 9D 9F 88                                    |
| Ref. numérica | &#120704;                              | &#x1D780;                              | &#120718;                               | &#x1D78E;                               | &#120736;                                       | &#x1D7A0;                                       | &#120762;                                     | &#x1D7BA;                                     | &#120776;                                      | &#x1D7C8;                                      |